# Alberto Goldman
Alberto Goldman (San Paolo, 12 ottobre 1937 – San Paolo, 1º settembre 2019) è stato un politico brasiliano.
È stato vice governatore di San Paolo tra il 2007 e il 2010, governatore di San Paolo tra aprile e dicembre 2010, ministro di Stato dell'ex presidente Itamar Franco e ha ricoperto, nel frattempo, la presidenza nazionale del PSDB È stato anche affiliato al PCB, MDB e PMDB.

## Biografia

### Origini e formazione
Era figlio di immigrati ebrei nati nella città di Opole Lubelskie, in Polonia . I suoi genitori erano comunisti marxisti, che fin dall'infanzia influenzarono la sua formazione politica. Intorno al 1956, quando era studente universitario, iniziò il suo attivismo aderendo al Partito Comunista Brasiliano, che operava clandestinamente, poiché la sua esistenza era vietata dal 1948. Si laureò in ingegneria civile presso la Scuola Politecnica dell'Università di São Paulo.

### Carriera politica
Durante il periodo di maggiore repressione da parte del governo militare brasiliano, il Movimento Democratico Brasiliano (MDB) ha accolto membri del Partito Comunista Brasiliano. Con una campagna condotta dai militanti di questo Partito, Alberto Goldman è stato eletto deputato di Stato a San Paolo dall'MDB nel 1970, e rieletto nel 1974, ottenendo 75.000 voti, il secondo più votato, mentre il candidato ARENA (il partito al governo meglio piazzato per sostenere la dittatura militare) ha ottenuto 48.000 voti. La sua popolarità e la nota militanza comunista hanno fatto sì che fosse sempre minacciato di impeachment e i suoi telefoni costantemente monitorati da organi di repressione politica. Nonostante questo, è riuscito a essere eletto, dai suoi coetanei, leader dell'MDB nell'Assemblea Legislativa di San Paolo.
Fu deputato dello Stato fino al 1979, anno in cui iniziò ad esercitare il mandato di deputato federale, venendo più volte rieletto alla Camera dei Deputati. In totale, ha tenuto sei legislature, quattro delle quali consecutive: 1979–1983, 1983–1987, 1991–1995, 1995–1999, 1999–2003 e 2003–2006.
Si è trasferito al PMDB, nato nel 1980, poco dopo che l' MDB si è sciolto. A causa della fine della dittatura militare, nel 1985 c'era la libertà di associazione politica in Brasile. Alberto Goldman, allora, divenne ufficialmente membro del Partito Comunista Brasiliano, che era uscito di recente dalla clandestinità. Nel 1986, ha fatto domanda per il PCB per un seggio di deputato federale per San Paolo nella Assemblea Nazionale Costituente. Tuttavia, il basso livello proporzionale di voti ricevuti dal partito ha reso irrealizzabile la sua elezione. Senza mandato, l'anno successivo è tornato al PMDB.
Faceva parte dell '" autentico PMDB ", un gruppo di politici a sinistra del Partito del Movimento Democratico Brasiliano che era stato più attivo nella lotta alla dittatura militare del 1964. Un'ala dell '" autentico PMDB ", guidata dall'ex governatore Franco Montoro, insoddisfatto dei leader del PMDB sia a livello nazionale (l'allora presidente José Sarney ) che a livello statale (il governatore di San Paolo, Orestes Quércia), decise di fondare, nel 1988, un nuovo partito, il PSDB. Tuttavia, Alberto Goldman, insieme a un altro "autentico", Aloysio Nunes Ferreira Filho, è rimasto affiliato al partito e ha continuato a sostenere Orestes Quércia, assumendo diversi incarichi nella sua amministrazione: è stato Segretario speciale per il coordinamento dei programmi (1987–1988) e Segretario di Stato per l'amministrazione (1988–1990).  Durante il governo di Quércia, è stato presidente della Commissione per la riforma amministrativa del governo dello Stato di San Paolo (1987–1990).
Nel 1990, alle elezioni di ottobre, torna alla Camera dei Deputati. Ha votato a favore dell'impeachment del presidente Fernando Collor nella sessione del 29 settembre 1992. Ha comandato il Ministero dei Trasporti (1992-1993) sotto il governo di Itamar Franco, avviando la duplicazione delle autostrade Fernão Dias e Régis Bittencourt.
In qualità di deputato federale, è stato membro della Commissione della Camera dei Deputati in visita in URSS (1984), osservatore parlamentare della 50ª sessione dell'Assemblea generale delle Nazioni Unite (1995) e partecipante alla IV Conferenza internazionale delle autorità federali e statali ( Gerusalemme, 1995).
Nel 1996 si candida alla presidenza nazionale del PMDB, perdendo per un solo voto. L'anno successivo è passato alla PSDB, assumendo ben presto la prima vicepresidenza nazionale del partito.
Continuando come deputato federale per il PSDB, è stato presidente della commissione che ha ristrutturato il settore dell'energia elettrica (1996),  relatore della Commissione speciale per le telecomunicazioni (1997) (la sua performance è stata considerata decisiva per l'approvazione del nuovo ordinamento giuridico per le privatizzazioni), relatore della Commissione che ha infranto i brevetti delle multinazionali farmaceutiche,  rappresentante della Camera dei Deputati alla Quinta Conferenza Internazionale dei Ministri e dei Membri del Parlamento di origine ebraica (Gerusalemme, 1998), ed era anche leader del PSDB alla Camera dei Deputati.
Viene eletto vice governatore di San Paolo dalla PSDB, lasciando il mandato di deputato federale a Silvio Torres. Oltre a servire come vice-governatore, è stato anche capo del portafoglio della Segreteria di Stato per lo sviluppo (ex Scienza e tecnologia).

#### Governatore di San Paolo
Con le dimissioni di José Serra, ha assunto il governo dello Stato di San Paolo il 2 aprile 2010 e ha ricoperto la carica fino al 1º gennaio 2011, quando l'ha trasmessa a Geraldo Alckmin . Fu il primo ebreo a ricoprire questa posizione, nonché il primo ex comunista ad occuparlo come detentore. Durante il suo governo è stata inaugurata la prima tratta della Linea 4 - Gialla, che collega le stazioni Paulista e Faria Lima, e la stazione di Vila Prudente della Linea 2 - Verde.

### Morte
Alberto Goldman è stato ricoverato all'ospedale Sírio-Libanês, a San Paolo, dove ha subito un intervento chirurgico. Tuttavia, la sua salute è peggiorata, culminando nella sua morte il 1º settembre 2019.